# Ёнский сельский территориальный округ
Ёнский сельский территориальный округ — территориальная единица в составе Ковдорского района (муниципального округа) Мурманской области.
Административный центр — населённый пункт Ёнский.
Муниципальное образование (сельское поселение) не образовано, Ковдорский район с точки зрения муниципального устройства до 2021 года являлся городским округом и управление Ёнского сельского территориального округа Ковдорского района функционировало как подведомственное учреждение администрации района.
С 1 января 2021 года городской округ Ковдорский район был преобразован в муниципальный округ и получил наименование Ковдорский муниципальный округ, управление Ёнского сельского территориального округа сохранило статус подведомственного учреждения, Постановлением администрации Ковдорского муниципального округа № 750 от 03.11.2021 было переименовано в Управление по работе с сельскими территориями Ковдорского муниципального округа.

## Населённые пункты
| № | Населённый пункт | Тип населённого пункта                   | Население |
| - | ---------------- | ---------------------------------------- | --------- |
| 1 | Ёна              | село                                     | ↘314      |
| 2 | Ёнский           | населённый пункт, административный центр | ↘1002     |
| 3 | Куропта          | населённый пункт                         | ↘90       |
| 4 | Лейпи            | населённый пункт                         | ↘346      |
| 5 | Риколатва        | населённый пункт                         | ↘193      |

Упразднённые
Населённый пункт Слюда, упразднён в 2007 году.

## История
В 1979 году был образован Ёнский сельсовет.
В 1999 году он был преобразован в Ёнскую сельскую администрацию.
В 2002 году Ёнская сельская администрация преобразована в Ёнский сельский территориальный округ.
В 2010 году Ёнский сельский территориальный округ вместе с другими сельскими и поселковыми округами перестал учитываться в ОКАТО в качестве административно-территориального образования.